# Noé Sandoval Alcázar
Noé Sandoval Alcázar (n. el 8 de noviembre de 1950 en Santa María del Oro, Jalisco) es un militar mexicano en activo, que se ha destacado en la lucha contra el narcotráfico en México.
El 1 de diciembre de 2014, fue nombrado como Subsecretario de la Defensa Nacional.